# Батков, Александр Михайлович
Александр Михайлович Батков (28 декабря 1930, Воронеж — 17 октября 2017, Москва) — учёный в области авиации и космоса, доктор технических наук, профессор, лауреат Ленинской премии и Государственной премии СССР, один из руководителей авиационной промышленности СССР.

## Биография

### Ранние годы
Александр Батков родился 28 декабря 1930 года. Он учился в Воронежском университете, затем перевёлся в Днепропетровский университет, который окончил с отличием в 1954 году.

### Работа в авиакосмической промышленности
В период с 1954 по 1957 годы Батков работал в производственном объединении «Южмаш» (Днепропетровск), а затем, до 1983 года, в Государственном НИИ авиационных систем в должностях от ведущего инженера до первого заместителя начальника института (c 1970 года).
Кандидатскую диссертацию он защитил в 1958 году, а в 1969 году ему была присуждена учёная степень доктора технических наук. Батков участвовал в проектах создания многих отечественных боевых самолётов и авиационных двигателей, в создании и сертификации гражданских самолётов Ил-96, Ту-204, Ан-38, авиакосмической системы «Энергия-Буран». 
Он руководил созданием и внедрением методов и технологий математического и полунатурного моделирования в интересах разработки и испытаний боевых самолётов и их управляемого и корректируемого вооружения. Внёс большой вклад в создание и модернизацию боевых авиационных комплексов, оснащённых высокоточным управляемым оружием (Ту-95, Ту-22, Ту-160, МиГ-23, МиГ-25, МиГ-31, МиГ-29, Су-24, Су-25, Су-27, вертолётов Ми-24, Ка-27 и других).

### Работа в Министерстве авиационной промышленности СССР
С 1983 года Батков работал в должности начальника 10 Главного управления (авиационная наука) Минавиапрома СССР, был членом коллегии этого министерства.
После ликвидации Минавиапрома СССР с 1992 года — генеральный директор Центра научно-исследовательских разработок и программ Россоюза «Авиапром» (позднее преобразованного в ОАО «Авиапром»).

### Научно-педагогическая деятельность
Батков преподавал в МИФИ, МФТИ. Звание профессора было присвоено ему в 1978 году.
С 1984 по 2004 годы он руководил кафедрой № 107 «Внешнее проектирование и эффективность авиационных комплексов» Московского авиационного института.

### Общественная деятельность
В 1989 году Батков выступил инициатором создания Всесоюзного общества авиастроителей (с 1992 года - Общество авиастроителей России), работой которого он потом руководил длительное время в качестве президента Общества.
Опыт работы в авиации позволил Баткову сделать вклад в создание и развитие российской системы технического регулирования в качестве члена Общественного совета по техническому регулированию при Министерстве промышленности и энергетики РФ

### Смерть
Александр Михайлович Батков жил в Москве, он умер 17 октября 2017 года.

## Награды и звания
- Лауреат Ленинской и Государственной премий СССР[3]
- Награждён орденами Ленина, Октябрьской Революции, Знак Почёта, медалями[3]
- Почётный авиастроитель СССР[4]